# قطعنامه ۱۲۶۹ شورای امنیت
قطعنامه ۱۲۶۹ شورای امنیت سازمان ملل متحد که در تاریخ ۱۹ اکتبر ۱۹۹۹ تصویب شد، سندی بین‌المللی دربارهٔ مسئولیت شورای امنیت سازمان ملل در حفظ صلح و امنیت بین‌المللی است. این قطعنامه طی نشست ۴۰۵۳ام با ۱۵ رای موافق، ۰ مخالف و ۰ ممتنع تصویب شد.